# Lliga catalana de futbol femenina 1987-1988
La temporada 1987-88 de la Lliga catalana de futbol femenina fou la vuitena edició de la competició. Fou organitzada per la Federació Catalana de Futbol. Se celebrà des del setembre de 1987 fins al març de 1988 i hi participaren setze equips. El sistema de la competició es disputà en dues fases, una primera, on els participants s'agruparen en dos grups de vuit equips cadascun i disputaren una lligueta a doble volta, i una segona, on els quatre millors classificats d'ambdós grups competiren al denominat play-off pel títol, que definia el guanyador del torneig. La resta d'equips disputaren el play-off de descens. Es proclamà campió el Futbol Femení Vallès Occidental, que repetí el títol de la passada temporada.
Entre d'altres resultats, destacà la golejada del FF Vallès Occidental al Bordeta (20-0). Per altra banda, el Gramenet, a la primera jornada, i el Bordeta i PB Vilanova del Camí, a la segona fase, es retiraren del competició. El campió, el FF Vallès Occidental, i el subcampió, RCD Espanyol, es classificaren per disputar el Campionat d'Espanya, mentre que el Futbol Femení Catalunya es proclamà campió de la Copa Federació.

## Clubs participants
- Futbol Femení Athenas
- Club Femení Barcelona
- Penya Barcelonista Barcilona
- Berga
- Bordeta
- Futbol Femení Catalunya
- Reial Club Deportiu Espanyol
- Gràcia Cal Majó
- Gramenet
- Lleida
- Club Femení Sabadell
- Sant Roc Badalona
- Club Femení Sant Adrià
- Futbol Femení Torroella
- Futbol Femení Vallès Occidental
- Penya Barcelonista Vilanova del Camí
- Vilapiscina

## Classificació final

### Primera fase
| Grup I | Grup I               | Grup I | Grup I |      | Grup II              | Grup II | Grup II | Grup II |
| Pos.   | Club                 | Pts    | Pts    | Pos. | Club                 | Pts     | Pts     |         |
| ------ | -------------------- | ------ | ------ | ---- | -------------------- | ------- | ------- | ------- |
| 1      | FF Vallès Occidental | 21     | +9     | 1    | CF Sabadell          | 23      | +9      |         |
| 2      | RCD Espanyol         | 20     | +10    | 2    | PB Barcilona         | 23      | +11     |         |
| 3      | FF Athenas           | 14     |        | 3    | CF Barcelona         | 20      | +6      |         |
| 4      | Sant Roc Badalona    | 10     |        | 4    | FF Torroella         | 13      | -1      |         |
| 5      | FF Catalunya         | 9      | -3     | 5    | CF Sant Adrià        | 12      |         |         |
| 6      | Vilapiscina          | 2      | -6     | 6    | Gràcia Cal Majó      | 11      |         |         |
| 7      | Bordeta              | 0      | -8     | 7    | Berga                | 8       | -4      |         |
|        | Gramenet             |        |        | 8    | PB Vilanova del Camí | 0       | -10     |         |

### Segona fase
| Play-off pel títol | Play-off pel títol   | Play-off pel títol | Play-off pel títol | Play-off pel títol | Play-off pel títol | Play-off pel títol | Play-off pel títol | Play-off pel títol | Play-off pel títol | Play-off pel títol |
| Pos.               | Equip                | PJ                 | PG                 | PE                 | PP                 | GF                 | GC                 | DG                 | Pts                | Pts                |
| ------------------ | -------------------- | ------------------ | ------------------ | ------------------ | ------------------ | ------------------ | ------------------ | ------------------ | ------------------ | ------------------ |
| 1                  | FF Vallès Occidental | 14                 | 11                 | 2                  | 1                  | 37                 | 6                  | 31                 | 24                 | +10                |
| 2                  | RCD Espanyol         | 14                 | 8                  | 4                  | 2                  | 26                 | 12                 | 14                 | 20                 | +6                 |
| 3                  | PB Barcilona         | 14                 | 8                  | 3                  | 3                  | 26                 | 10                 | 16                 | 19                 | +5                 |
| 4                  | CF Barcelona         | 14                 | 8                  | 1                  | 5                  | 36                 | 15                 | 21                 | 17                 | +3                 |
| 5                  | CF Sabadell          | 14                 | 6                  | 3                  | 5                  | 25                 | 20                 | 5                  | 15                 | +1                 |
| 6                  | FF Torroella         | 14                 | 3                  | 3                  | 8                  | 21                 | 45                 | -24                | 9                  | -5                 |
| 7                  | FF Athenas           | 14                 | 2                  | 3                  | 8                  | 20                 | 39                 | -19                | 7                  | +3                 |
| 8                  | Sant Roc Badalona    | 14                 | 0                  | 1                  | 12                 | 11                 | 60                 | -49                | 1                  | -11                |

| Sublliga | Sublliga        | Sublliga | Sublliga | Sublliga | Sublliga | Sublliga | Sublliga | Sublliga | Sublliga | Sublliga |
| Pos.     | Equip           | PJ       | PG       | PE       | PP       | GF       | GC       | DG       | Pts      | Pts      |
| -------- | --------------- | -------- | -------- | -------- | -------- | -------- | -------- | -------- | -------- | -------- |
| 1        | FF Catalunya    | 12       | 9        | 1        | 2        | 51       | 12       | 39       | 19       | +7       |
| 2        | Gràcia Cal Majó | 12       | 8        | 3        | 1        | 28       | 14       | 14       | 19       | +7       |
| 3        | CF Sant Adrià   | 12       | 8        | 1        | 3        | 40       | 14       | 26       | 17       | +5       |
| 4        | Berga           | 12       | 7        | 1        | 4        | 26       | 26       | 0        | 15       | +3       |
| 5        | Vilapiscina     | 10       | 2        | 0        | 8        | 7        | 33       | -26      | 4        | -6       |

| Campió de la Lliga catalana 1987-1988       |
| ------------------------------------------- |
| Futbol Femení Vallès Occidental Segon títol |
| Campió de la Copa Federació 1987-1988       |
| Futbol Femení Catalunya                     |